# Schmaltz

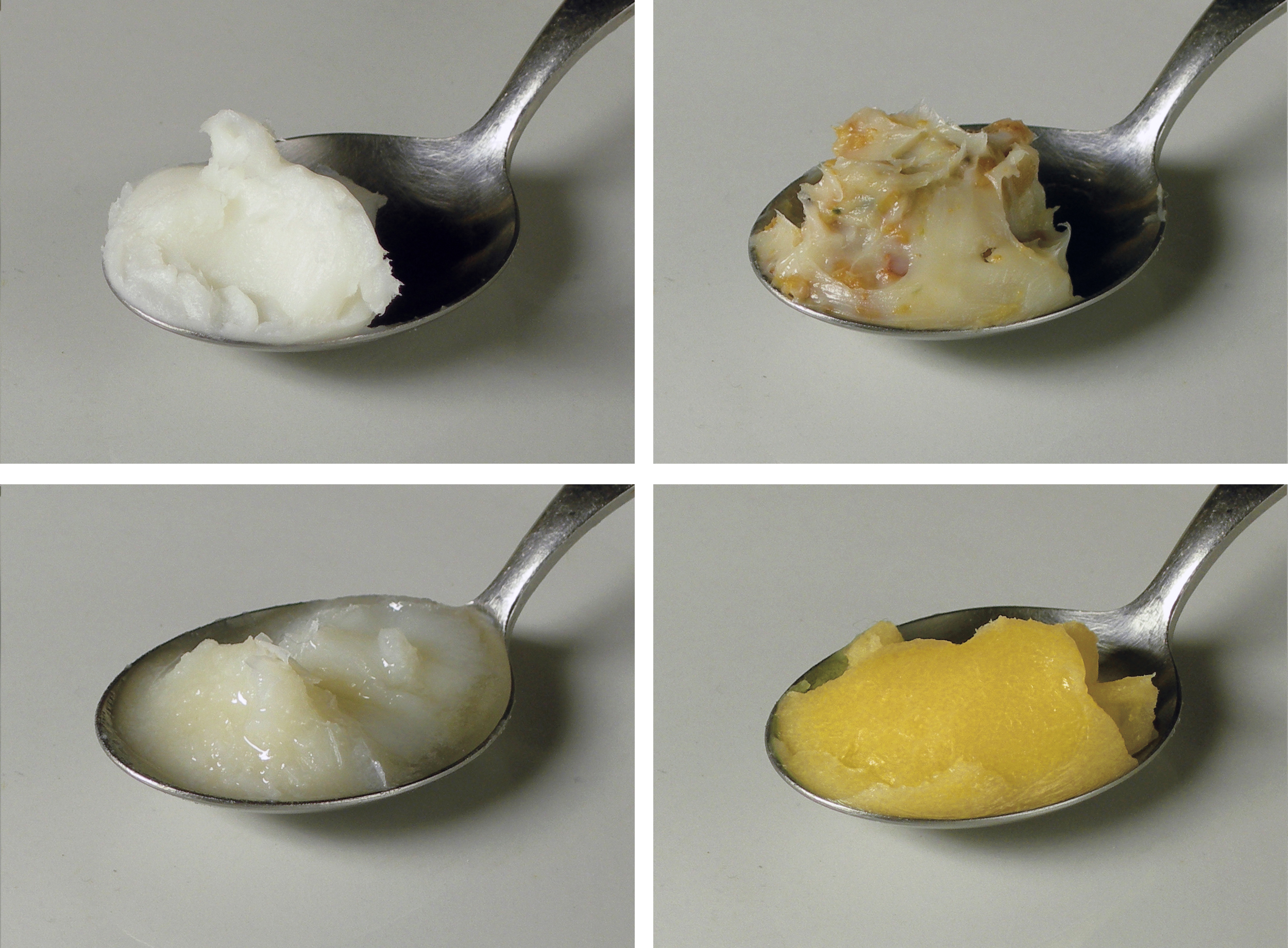
Vari tipi di schmaltz

Lo schmaltz (scritto anche schmalz o shmalz) è una parola della lingua yiddish che identifica il grasso di pollo o di oca chiarificato. È parte integrante della cucina ebraica ashkenazita tradizionale, dove è stato utilizzato per secoli in una vasta gamma di piatti (tra cui il brodo di pollo, latke, matzah brei, fegato tritato, polpette di matzah o pollo fritto) come un grasso da cucina, come crema spalmabile o come esaltatore di sapidità.

## Etimologia
Schmaltz è un sostantivo derivato dal verbo tedesco schmelzen, che significa "sciogliere". Il verbo può essere fatto risalire alla radice germanica "smeltan", che sopravvive nel verbo inglese moderno "to smelt". Il termine è entrato nell'uso inglese attraverso ebrei aschenaziti di lingua yiddish che hanno usato "schmaltz" per riferirsi al grasso di pollame kosher; la parola שמאַלץ‎ (smalti) è la parola yiddish per il grasso di pollo chiarificato. Il termine inglese "schmaltz" deriva dall'yiddish ed è affine al termine tedesco Schmalz, che si riferisce a qualsiasi grasso fuso di origine animale, compreso lo strutto (più pienamente Schweineschmalz) e il burro chiarificato ( Butterschmalz). L'uso inglese tende a seguire lo yiddish, che limita il suo significato al grasso di pollame chiarificato.

## Storia
Storicamente, il pollo è stato il tipo di carne più popolare nella cucina ebraica ashkenazita a causa delle restrizioni sugli ebrei che spesso non erano autorizzati a possedere terreni in Europa, e quindi non erano in grado di allevare bestiame. Lo schmaltz è nato nelle comunità ebraiche dell'Europa settentrionale, occidentale e centrale poiché era un sostituto economico dell'olio d'oliva che in genere non era disponibile in queste aree. L'olio d'oliva aveva in precedenza un ruolo importante nella cultura ebraica: era stato usato dagli antenati degli ebrei ashkenaziti nella loro antica cucina israelita prima dell'esilio forzato degli ebrei dalla Giudea romana, ed è rimasto popolare nelle cucine sefardita e mizrahi.
Poiché l'olio d'oliva e altri oli vegetali (ad esempio l'olio di semi di sesamo, che gli ebrei avevano usato in Mesopotamia) non erano disponibili nell'Europa nordoccidentale, gli ebrei ashkenaziti si sono rivolti a fonti animali, come i loro vicini gentili. Tuttavia, il Casherut proibiva agli ebrei di utilizzare i grassi da cucina più comuni nel nord Europa, ovvero il burro e lo strutto. Il primo, essendo derivato dal latte, non può essere utilizzato con la carne sulla base del divieto ebraico di mischiare carne e latticini, mentre il secondo è ricavato dal maiale, una carne non considerata kosher. Inoltre, anche tra i meno comuni grassi disponibili, il sego derivato da manzo o montone sarebbe stato costoso, tanto più che quasi tutta la materia prima per il sego è chelev e il suo consumo è vietato. Così gli ebrei ashkenaziti si sono rivolti al grasso di pollame come grasso da cucina più usato. Questo grasso, che chiamarono schmaltz, divenne il grasso da cucina più popolare utilizzato negli shtetl (villaggi ebrei) dell'Europa centrale e orientale. Era comunemente usato in una moltitudine di piatti serviti con o contenenti carne secondo le leggi kosher. La pratica della sovralimentazione delle oche per produrre più grasso per uccello ha prodotto anche il primo foie gras dell'Europa moderna.
All'inizio del ventesimo secolo, quando gli ebrei ashkenaziti fuggirono dall'escalation di antisemitismo e persecuzione in Europa e cercarono rifugio negli Stati Uniti e in altri paesi, portarono con sé i loro cibi tradizionali, incluso lo schmaltz. Rimase popolare nella cucina ebraica americana fino a quando non cadde in disuso nel corso della seconda metà del secolo a causa dell'inconveniente legato alla sua preparazione, dei problemi di salute relativi al suo contenuto di grassi saturi, delle varie tendenze dietetiche e del marketing aggressivo di Crisco del loro grasso vegetale alla comunità ebraica di New York.
Nel corso del tempo, lo schmaltz è stato sostituito con quelle che spesso erano alternative vegetariane che erano percepite come più salutari, come il suddetto grasso vegetale, l'olio d'oliva e la margarina. Nonostante ciò, lo schmaltz rimase di uso comune nelle gastronomie ebraiche e nei ristoranti ebraici, nonché tra quelli della comunità Charedi.
A partire dal XXI secolo, tuttavia, lo schmaltz ha riacquisito gran parte della sua precedente popolarità poiché vari chef famosi come Anthony Bourdain, Alon Shaya, Michael Solomonov, Joan Nathan, e altri hanno a iniziato incorporare lo schmaltz in vari piatti e ricette come parte delle tendenze alimentari emergenti che diffondono cibi ebraici a lungo dimenticati. Lo schmaltz iniziò anche ad essere usato in vari modi non tradizionali, come pane di mais, pasticcio di pollo e altri alimenti come esaltatore di sapidità.

## Processi
La fabbricazione dello schmaltz consiste nel tagliare in piccoli pezzi i tessuti adiposi di un volatile (pollo o oca), sciogliere il grasso e raccogliere i prodotti. Lo schmaltz può essere preparato con un processo a secco in cui i pezzi vengono cotti a fuoco basso e mescolati, cedendo gradualmente il loro grasso. Esiste anche un processo a umido per cui il grasso viene fuso mediante iniezione diretta di vapore. Lo schmaltz reso viene quindi filtrato e chiarito.
Lo schmaltz fatto in casa in stile ebraico viene preparato tagliando il grasso di pollo o d'oca in piccoli pezzi e sciogliendoli in una padella a fuoco medio-basso, generalmente con cipolle. Dopo che la maggior parte del grasso è stata estratta, il grasso fuso viene filtrato attraverso una garza in un contenitore. I restanti pezzi di pelle e cipolla croccanti sono conosciuti in yiddish come gribenes.
Un altro metodo semplice è come sottoprodotto della preparazione della zuppa di pollo. Dopo che il pollo è stato cotto a fuoco lento nella pentola o nella pentola di coccio, il brodo si è raffreddato in modo che il grasso salga in superficie. Quindi il grasso può essere scremato, fornendo allo stesso tempo schmaltz da mettere da parte per altri usi e una zuppa a basso contenuto di grassi che viene riscaldata prima di servire.